# Jonas Narmontas
Jonas Narmontas (* 14. September 1960 in Sriauptai, Litauische SSR) ist ein ehemaliger sowjetischer Ruderer, der 1980 eine olympische Bronzemedaille gewann.
Der 1,99 m große Jonas Narmontas von Dinamo Wilnius und der ebenfalls aus Litauen kommende Jonas Pinskus rückten 1980 neu in den sowjetischen Achter, die anderen sieben Mitglieder hatten bereits 1979 Bronze bei den Weltmeisterschaften in Bled gewonnen. Bei den Olympischen Spielen 1980 in Moskau siegte wie 1979 der DDR-Achter. Hinter dem britischen Boot erreichte der sowjetische Achter den dritten Platz. 
1981 waren mit Ihar Majstrenka, Jonas Narmontas und Jonas Pinskus bei den Weltmeisterschaften in München noch drei Ruderer aus dem Achter von 1980 dabei. Der neue Achter gewann den Titel vor den Booten aus dem Vereinigten Königreich und den Vereinigten Staaten. Im Jahr darauf bildeten fünf Ruderer aus dem Weltmeisterboot von 1981 einen Vierer mit Steuermann, Majstrenka, Pinskus, Narmontas, Stasis Narushaitis und Steuermann Wladimir Nischegorodow belegten den vierten Platz bei den Weltmeisterschaften in Luzern. 1983 in Duisburg traten Narmontas, Pinskus und Nischegorodow mit Sergei Frolow und Wladimir Semin an und gewannen die Bronzemedaille hinter Neuseeland und dem Boot aus der DDR. 
1985 startete Narmontas im Vierer ohne Steuermann. Zusammen mit Sergei Smirnow, Wiktor Perewersew und Gennadi Krjutschkin gewann er bei den Weltmeisterschaften in Hazewinkel Silber hinter dem Boot aus der Bundesrepublik Deutschland und vor dem Boot aus der DDR. 1986 in Nottingham belegte der sowjetische Vierer in der gleichen Besetzung wie 1985 den siebten Platz. 1987 ruderten Weniamin But, Sigitas Kučinskas, Jonas Narmontas und Andrei Wassiljew zur Silbermedaille hinter dem Boot aus der DDR. 1988 bei den Olympischen Spielen in Seoul traten Kučinskas und Narmontas im Vierer mit Steuermann an. Nachdem sie die Qualifikation für das A-Finale nicht erreicht hatten, traten sie zum B-Finale nicht an. 1989 belegte Narmontas im Vierer mit Steuermann den fünften Platz bei den Weltmeisterschaften in Bled. Zum Abschluss seiner Karriere gewann er mit dem Vierer in der Besetzung Igor Bortnizki, Sigitas Kučinskas, Wladimir Romanischin und Steuermann Petr Petrinitsch Bronze bei den Weltmeisterschaften 1990 in Tasmanien.